# Griffon azul da Gasconha
A griffon azul da Gasconha[Nota] (em francês:  Griffon bleu de Gascogne) é uma raça de cão sabujo, originária da França, considerada composta por cães de caça versáteis usados nas caçadass a pequenos e grandes animais, seja em matilha ou sozinhos. Este cão é descendente dos cruzamentos entre o azul da Gasconha, o griffon de Nivernais e, possivelmente, o grande griffon da Vendeia. A raça decaiu em números durante muitos anos antes de ser reavivada. Considerado detentor de bons faro e latido, é visto como um excelente cão de caça, sempre alerta para todos os tipos de presas.
Fisicamente, o griffon é um cão de porte médio para grande, medindo de 50 a 57 cm de altura até a cernelha, com orelhas longas, caídas e desgrelhadas, com pelagem áspera distintiva com pintas azuladas, e uma cauda curvada para cima.
A coloração de sua pelagem é a mesma do grande azul da Gasconha: branca e de manchas em preto, o que lhedá uma aparência azul ardósia. Há manchas negras em cada lado da cabeça, com uma área branca na parte superior, que tem em si um pequeno oval preto. Entre as principais curiosidades sobre seu físico estão as sobrancelhas fulvas, que lhe rendem o efeito de possuir quatro olhos (em francês:  quatreoeuillé). Seu temperamento é descrito como excitável, embora afetuoso.